# Джинкс
«Джинкс» (англ. Jinx) — американська пригодницька кінокомедія Віктора Шерцінгера 1919 року з Мейбл Норманд в головній ролі.

## Сюжет
Цирк приїжджає в місто, і міських сиріт запрошують на день в цирк. Учасниця циркової трупи Джинкс — дівчина, яка викликає так багато проблем для виконавців і вистав, що, втікає з цирку, щоб уникнути покарання. Вона змішується з сиротами і приєднується до дитячого будинку.

## У ролях
- Мейбл Норманд — Джинкс
- Флоренс Карпентер — Рорі Борі Аліса
- Огден Крейн — Бик Гогарт
- Каллен Лендіс — Слікер Еванс
- Кларенс Арпер — шериф Джепсон
- Гертруда Клер — тітка Тіна Карбері
- Джекі Кондон — сирота
- Мей Гірес — сирота
- Пічес Джексон — сирота
- Френки Лі — сирота
- Бадді Мессінгер — сирота